# Indian River Shores
Indian River Shores ist eine Stadt im Indian River County im US-Bundesstaat Florida. Das U.S. Census Bureau hat bei der Volkszählung 2020 eine Einwohnerzahl von 4.241 ermittelt. 

## Geographie
Indian River Shores liegt zwischen dem Atlantischen Ozean und dem Indian River, der einen Teil des Intracoastal Waterway bildet. Die Stadt grenzt im Süden an Vero Beach und liegt etwa 150 km südöstlich von Orlando.

## Demographische Daten
Laut der Volkszählung 2010 verteilten sich die damaligen 3901 Einwohner auf 3510 Haushalte. Die Bevölkerungsdichte lag bei 291,1 Einw./km². 98,4 % der Bevölkerung bezeichneten sich als Weiße, 0,3 % als Afroamerikaner und 0,7 % als Asian Americans. 0,2 % gaben die Angehörigkeit zu einer anderen Ethnie und 0,4 % zu mehreren Ethnien an. 1,3 % der Bevölkerung bestand aus Hispanics oder Latinos.
Im Jahr 2010 lebten in 4,3 % aller Haushalte Kinder unter 18 Jahren sowie 79,5 % aller Haushalte Personen mit mindestens 65 Jahren. 69,0 % der Haushalte waren Familienhaushalte (bestehend aus verheirateten Paaren mit oder ohne Nachkommen bzw. einem Elternteil mit Nachkomme). Die durchschnittliche Größe eines Haushalts lag bei 1,82 Personen und die durchschnittliche Familiengröße bei 2,15 Personen.
4,6 % der Bevölkerung waren jünger als 20 Jahre, 2,2 % waren 20 bis 39 Jahre alt, 12,6 % waren 40 bis 59 Jahre alt und 70,7 % waren mindestens 60 Jahre alt. Das mittlere Alter betrug 71 Jahre. 45,7 % der Bevölkerung waren männlich und 54,3 % weiblich.
Das durchschnittliche Jahreseinkommen lag bei 129.885 $, dabei lebten 1,3 % der Bevölkerung unter der Armutsgrenze.
Im Jahr 2000 war englisch die Muttersprache von 95,94 % der Bevölkerung, Französisch sprachen 1,88 % und 2,18 % hatten eine andere Muttersprache.

## Verkehr
Indian River Shores wird von der Florida State Road A1A durchquert. Der nächste Flughafen ist der etwa 50 km nördlich gelegene Melbourne International Airport.

## Kriminalität
Die Kriminalitätsrate lag im Jahr 2010 mit 29 Punkten (US-Durchschnitt: 266 Punkte) im sehr niedrigen Bereich. Es gab sieben Einbrüche und zwölf Diebstähle.